# Calenberger Land
Das Calenberger Land ist eine historische Landschaft im heutigen Niedersachsen, die Neustadt am Rübenberge, Hannover und Hameln einschloss. Heute wird der Name als Regionsbezeichnung meistens für den deutlich kleineren Südwesten der Region Hannover verwendet, in dem die Burg Calenberg liegt. Er wird nach Osten und Norden durch Leine und Mittellandkanal abgetrennt und nach Südwesten durch den Deister, nach Süden durch den Kleinen Deister begrenzt, die beide größtenteils noch dazu gehören. Der Gemeindezusammenschluss Region Calenberger Land besteht nicht aus allen diesen Gemeinden.

## Namensursprung
Namensgebend für das Calenberger Land war die es im Mittelalter beherrschende Burg Calenberg bei Pattensen mit dem Sitz des gleichnamigen Fürstentums Calenberg, nicht jedoch der Kalenberg im Landstrich des benachbarten Deister.
Nach dem Calenberger Land sind die Calenberger Lößbörde in der Mitte und das Calenberger Bergland im Süden des ehemaligen Fürstentums benannt; diese sind aber physische Landschaften und stimmen nicht 1:1 in ihren Grenzen nach Süden, Westen und Osten mit denen des ehemaligen Fürstentums überein. So endet das Calenberger Bergland vor Hameln und die Stadt sowie das Bergland südwestlich davon gehören nicht dazu, obwohl sie im Fürstentum Calenberg lagen. Weiterhin gehörten der Süden der Calenberger Lößbörde um Gronau und der (Nord-)Westen des Calenberger Berglands mit Wesergebirge und Deister nie zum Fürstentum.

## Geographie

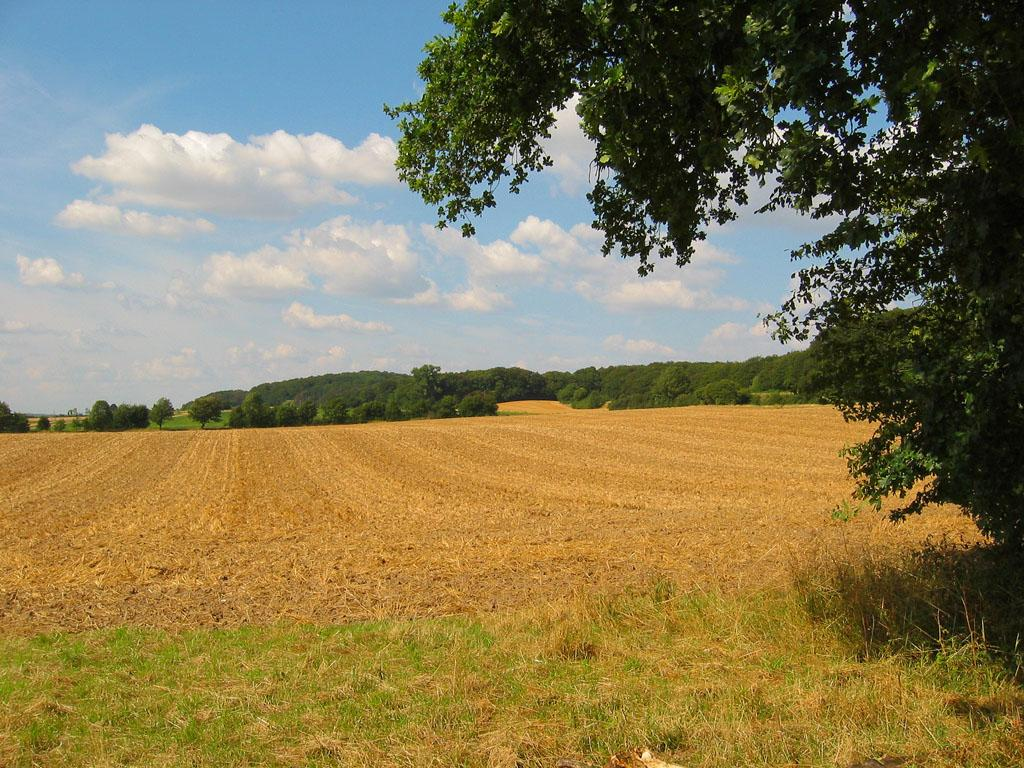
Landschaft am Gehrdener Berg
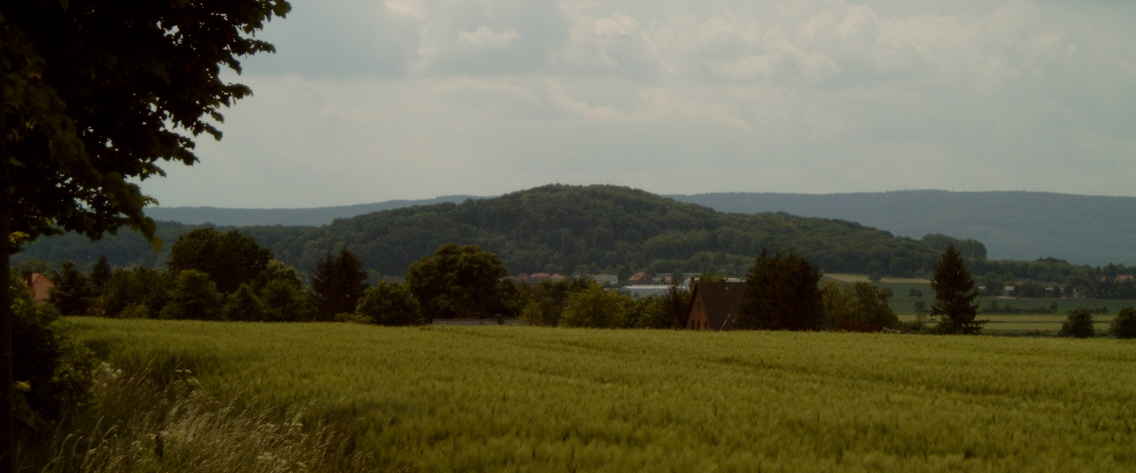
Gehrdener Berg mit Deister im Hintergrund
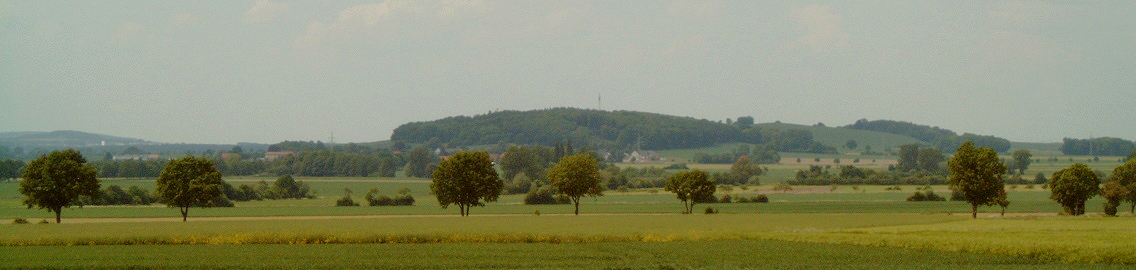
Stemmer Berg

### Lage
Der geographische Raum des Calenberger Landes erstreckt sich heute auf etwa 20 × 30 km. Er liegt linksseitig der Leine und wird im Westen vom Deister, Kleinem Deister und Osterwald begrenzt. Die Nordgrenze folgt etwa dem Verlauf der heutigen BAB 2 zwischen Hannover und Wunstorf.

### Erhebungen
Zu den inneren Erhebungen (ohne Deister und Kleinen Deister) des Calenberger Landes gehören – angegeben sind je die Höhenlage in Meter (m) über Normalhöhennull (NHN) sowie das anstehende Gestein (Buntsandstein, Muschelkalk, Keuper, Jura, Kreide) aufgeführt:
- Süllberg (199 m;[5] Jura)
- Schulenburger Berg (174 m;[6] Buntsandstein; Schloss Marienburg auf einem 136 m hohen Vor-Gipfel)
- Benther Berg (173 m)[7]
- Limberg (159 m;[8] Muschelkalk, Keuper; unmittelbar westlich Gestorfs)
- Gehrdener Berg (155 m;[9] Kreide)
- Abraham (bis 134 m;[10] Muschelkalk; südsüdöstliche Fortsetzung des Limbergs bis Hallerburg)
- Stemmer Berg (123 m; Kreide)[11]
- Sichter (Auf der Höhe; 113 m; Buntsandstein; unmittelbar nördlich von Eldagsen)
- Bettenser Berg (91,2 m;[12] Muschelkalk)

### Fließgewässer
Zu den Fließgewässern des Calenberger Landes und der Calenberger Lössbörde gehören: Fösse, Haller, Ihme, Kirchwehrener Landwehr, Möseke und Südaue sowie, etwa als nordöstliche Abgrenzung der Landschaft, die Leine, in die zum Beispiel Fösse, Haller und Ihme münden, und als nordwestliche Begrenzung die Westaue, die unter anderem von der Südaue gespeist wird.

### Städte und Gemeinden
Die Städte des Calenberger Landes bildeten sich im Mittelalter heraus, als die herrschenden Adligen ihnen Selbstverwaltungs- und Marktrechte verliehen. Alle Orte blieben aber Ackerbürgerstädte, in denen viele Bewohner weiterhin in der Landwirtschaft tätig waren. Während die heutigen Bewohner hauptsächlich als Berufspendler Hannover anfahren, schätzen Hannovers Städter die Gegend als Naherholungsgebiet.
Die Städte und Gemeinden des Calenberger Landes sind:
| - Barsinghausen - Gehrden - Hemmingen | - Pattensen - Ronnenberg - Seelze | - Springe - Wennigsen - Wunstorf |

## Geologie
Teil des Calenberger Landes ist die 684 km² große Calenberger Lößbörde, die während und nach der Weichseleiszeit entstand. Starke Nordwinde lagerten den Löss in Schichtstärken von 0,2 bis 2 m ab, der sich in oberen Schichten zu Lehm umsetzte. Aufgrund der fruchtbaren Böden ist das Gebiet stark vom Ackerbau geprägt. 
Unter der Calenberger Börde lagern nahe der Oberfläche Bodenschätze, die bereits im Mittelalter genutzt wurden. Dies sind Kalisalze, die bei Ronnenberg und Benthe abgebaut wurden. Im benachbarten Deister wurden Kohlevorkommen sowie Sand- und Kalksteine, im nahen Kleinen Deister Tonminerale zum Brennen von Ziegelsteinen und in der Niederterrasse der Leine Sand und Kies abgebaut.

## Geschichte

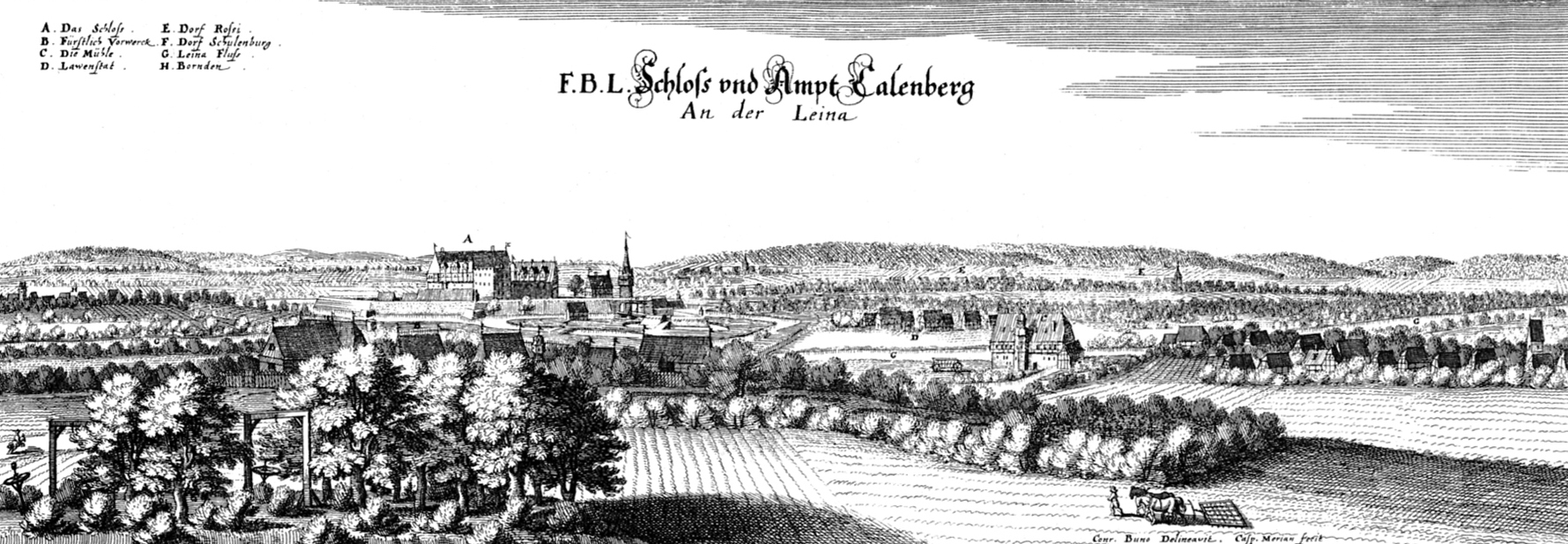
Calenberger Land mit Burg Calenberg in einem Merian-Stich von 1654

Der heutige geographische Raum des Calenberger Landes entspricht etwa dem germanischen Marstemgau. Hier herrschten im Frühmittelalter die Billunger. Ab dem 12. Jahrhundert bildeten sich Herrschaftsbereiche von regionalen Grafengeschlechtern, die ihren Besitz als Lehen von den Mindener und Hildesheimer Bischöfen erhielten. Das waren die Grafen von Wölpe (Nienburg/Weser), von Roden (Wunstorf), von Schaumburg, von Schwalenberg (Barsinghausen), von Spiegelberg (Lauenstein) und von Hallermund (Springe). In dieser Zeit stifteten die Grafen eine Reihe von Klöstern, wie das Kloster Mariensee, das Kloster Marienwerder, das Kloster Barsinghausen, das Kloster Wennigsen und das Kloster Wülfinghausen. Im 13. Jahrhundert bekamen die Welfen die Oberhand im Calenberger Land, das diesen Namen noch nicht trug. Sie kauften den Grafen ihre Ländereien ab oder besiegten in Fehden deren Lehensgeber, die Bischöfe von Hildesheim und Minden. Im 13. Jahrhundert errichteten die Welfen südlich von Hannover in Leinenähe die Wasserburg Calenberg. Darauf entstand das welfische Teilfürstentum Calenberg. Auf diese Weise entwickelte sich das Herrschaftsgebiet des Fürstentums Calenberg, das früher weit größer war als das Calenberger Land heute. Im 15. Jahrhundert erstreckte es sich im Norden bis Nienburg/Weser und im Südwesten bis Hameln. 1495 wurde das Fürstentum Calenberg mit dem Fürstentum Göttingen zum Fürstentum Calenberg-Göttingen vereinigt. 
Während der Hildesheimer Stiftsfehde gab es 1519 schwere Verwüstungen in der Gegend. Eine 1590 angefertigte Karte stellt fast alle Orte des Calenberger Landes brennend dar. 1542 wurde das Gebiet durch die Herzoginwitwe Elisabeth von Brandenburg lutherisch. Anton Corvinus führte in ihrem Auftrag die Reformation durch. Ein Rekatholisierungsversuch durch Herzog Erich II. während des Schmalkaldischen Krieges misslang wegen des Widerstands der Bevölkerung. 
Während des Dreißigjährigen Krieges marschierten 1625 die Truppen Tillys ein und nahmen die Festung Calenberg nach dreiwöchiger Belagerung ein. Der Feldherr beherrschte das gesamte Calenberger Land mit Ausnahme Hannovers. Erst 1633 wurde die Festung zurückerobert.
Das Gebiet des Fürstentums Calenberg wurde im 19. Jahrhundert gemeinsam mit den Grafschaften Hoya und Diepholz zur Landdrostei, dem späteren, bis 2004 existierenden Regierungsbezirk Hannover. Ein anhaltender wirtschaftlicher Aufschwung im Calenberger Land kam durch die verstärkte Nutzung der geologischen und landwirtschaftlichen Ressourcen, wie Kalibergbau, intensiver Zuckerrübenanbau mit Zucker- und Zementfabriken zustande.

## Sehenswürdigkeiten
- Bennigser Burg
- Burg Calenberg
- Burg Hallermund
- Calenberger Klöster
- Saupark Springe
- Schloss Marienburg
- Wisentgehege Springe

## Güter und Rittergüter
- Rittergut Bredenbeck, Freiherrn Knigge, Wennigsen
- Rittergut Stemmen, von Rössing, Barsinghausen
- Rittergut Wichtringhausen, Langwerth von Simmern, Barsinghausen
- Rittergut Großgoltern, Barsinghausen
- Rittergut Nordgoltern, Barsinghausen
- Rittergut Langreder, von Ilten, Barsinghausen
- Rittergut Eckerde I, von Heimburg, Barsinghausen
- Rittergut Eckerde II, Barsinghausen
- Rittergut Egestorf, Barsinghausen
- Rittergut Franzburg, Gehrden
- Rittergut Lemmie, von Ditfurth, Gehrden
- Obergut Lenthe, von Lenthe, Gehrden
- Untergut Lenthe, von Richthofen, Gehrden
- Rittergut Leveste, Freiherrn Knigge, Gehrden
- Rittergut Erichshof, Gehrden
- Domäne Calenberg, Pattensen
- Rittergut Dunau, Seelze
- Rittergut Gestorf I, Springe
- Rittergut Gestorf II, Springe
- Rittergut Gestorf III, Springe
- Rittergut Bennigsen, Springe
- Rittergut Bockerode, Springe
- Rittergut Bettensen, Freiherr von Münchhausen, Ronnenberg
- Rittergut Düendorf, Wunstorf
- Rittergut Hemmingen, von Campe (ehemals von Alten), Hemmingen

## Kulturlandschaftsraum
Der Kulturlandschaftsraum Calenberger Land umfasst ein 480 km² großes Gebiet. Diese Zuordnung zu den Kulturlandschaften in Niedersachsen hat der Niedersächsische Landesbetrieb für Wasserwirtschaft, Küsten- und Naturschutz (NLWKN) 2018 getroffen. Ein besonderer, rechtlich verbindlicher Schutzstatus ist mit der Klassifizierung nicht verbunden.